# Jean Orieux
Jean Orieux (Duras, 20 maggio 1907 – Fontenay-lès-Briis, 8 aprile 1990) è stato uno scrittore francese.

## Biografia
Di origini modeste, (il padre era un piccolo artigiano) Jean Orieux trascorre parte della fanciullezza a Duras, quindi a Bordeaux, dove la famiglia si stabilisce nel 1918 e dove compie gli studi secondari. Rimane legato per tutta la vita a Duras, città di origine della madre (il padre era di ascendenza bretone). Nel 1925 entra all'École normale d'instituteurs, che allora si trovava a Saint-André-de-Cubzac, poi, dal 1927 al 1931, compie gli studi di filosofia alla Sorbona. Nel frattempo prosegue anche i corsi all'École normale supérieure de Fontenay-Saint-Cloud (lettere e scienze umane). Divenuto professore di lettere a Bourges e a Beauvais dal 1931 al 1937, è allora nominato ispettore dell'insegnamento primario a Limoges, poi a Orano, in Algeria, nel 1941.
L'anno seguente, durante un viaggio a Fès dove incontra André Gide grazie all'amico Jean Denoël, membro del comitato di redazione della rivista Fontaine (Denoël gli farà conoscere Paul Léautaud nel 1946), elegge il Marocco a sua seconda patria. Nel 1943, è distaccato alla direzione dell'istruzione pubblica a  Rabat, dove conosce Henri Bosco, poi a Marrakech; più tardi riprende l'insegnamento in questa città fino al suo ritiro.
In questo periodo, soggiorna sovente in grandi città, in particolare presso la madre che vive a Saint-Aignan, nei pressi di Libourne, o a La Chapelle-Blanche, un borgo sito nel comune di Saint-Victurnien, vicino a Limoges, dove redige molte sue opere. Nel 1955-1956, è stato professore a Grenoble e a Parigi. All'inizio degli anni '60, ha insegnato al liceo Mohammed-V poi ai licei Ibn Abbad e Victor-Hugo a Marrakech. Nel 1965 si stabilisce a Le Bugue con la madre e si dedica interamente alla scrittura. Continua a recarsi in Marocco fino al 1987, e soggiorna in un albergo a Ouirgane, a sud di Marrakech, dove lavora ai suoi nuovi libri. Nel 1989, gravemente malato, lascia il Périgord, per entrare in una casa di riposo nella regione di Parigi, per essere accanto ad alcuni familiari. Muore l'anno successivo ed è sepolto nella tomba di famiglia a Duras.
Nel 1992 una via Jean-Orieux è stata inaugurata a Duras, nel 1995, una targa viene collocata sulla casa ove ha vissuto al Bugue, via de la Reynerie, e un'altra, nel 2011, sulla facciata  della sua  casa natale situata in via Chavassier.

## Le biografie
Scrittore prolifico e premiato sin dall'apparire del suo primo romanzo (1946), Jean Orieux è tuttavia più noto per le numerose biografie: su Voltaire, La Fontaine, Talleyrand e soprattutto su Caterina de' Medici. Uscito nel 1986, quest'ultimo libro coincide cronologicamente con il conferimento del Grand Prix de littérature Paul Morand da parte dell'Académie Française (che in tal modo attribuì all'autore il suo primo e il suo ultimo premio letterario); tuttavia la motivazione del premio Paul-Morand riguarda l'insieme dell'opera di Orieux.

## Opere
Parecchi libri di Jean Orieux, specialmente le biografie, sono oggetto di continue riedizioni, in particolare nelle collezioni di tascabili, e di numerose traduzioni.
Romanzi
- Fontagre, edizione nella rivista Fontaine nel 1942, pubblicazione originale alle edizioni della rivista Fontaine nel 1944, ripreso da Flammarion nel 1946 - Grand Prix du roman de l'Académie française;[4]
- Les Ciseaux d'argent, Flammarion, 1947
- L'Aigle de fer, Flammarion, 1949, nuova edizione riveduta 1972
- Cinq filles et un fusil, Flammarion, 1950
- Petit Sérail, Flammarion, 1952
- La Mal Mariée, Flammarion, 1953
- La Bonnes Fortunes, Flammarion, 1955 - Prix du roman assegnato nel 1956 dall’associazione «Au service de la pensée française» e che concerne anche l'insieme della serie dei Fontagre
- Le Lit des autres, Flammarion, 1964
- Alcide ou la Fuite au désert, Stock, 1970
- Les Fontagre, Flammarion, 1973 (riprende, nell'ordine cronologico della storia e in una versione riveduta , Cinq filles et un fusil, La Mal Mariée, Les Bonnes Fortunes e Fontagre, il cui titolo è divenuto qui Le Ciel d'autrefois)
- Les Trois-Piliers, Flammarion, 1980 (riprende Menus plaisirs, Les Ciseaux d'argent e Tiburce ou Un déjeuner au soleil)

Racconti
- Menus plaisirs, Robert Laffont, poi Flammarion, 1946
- Tiburce ou Un déjeuner au soleil, Flammarion, 1948

Ricordi
- Kasbahs en plein ciel : Dans le Haut-Atlas marocain, Flammarion, 1951, Prix du Maroc 1954
- Souvenirs de campagnes, Flammarion, 1978 (una edizione parziale è stata pubblicata nel 1972 da Pierre Fanlac, editore a Périgueux)
- Des figues de Berbérie, Grasset, 1981

Biografie
- Bussy-Rabutin, le libertin galant homme, Flammarion, 1958 - prix de Bourgogne
- Voltaire ou la Royauté de l'esprit, Flammarion, 1966 - prix des critiques
  - Voltaire. La sua vita, le sue opere, i suoi tempi, i suoi segreti, traduzione di Maria Vasta Dazzi, Collezione I Marmi, Milano, Longanesi, 1971.[5]
- Talleyrand ou le Sphinx incompris, Flammarion, 1970[6] - prix des Ambassadeurs
  - Talleyrand, traduzione di Riccardo Mainardi, Collezione Le Scie, A. Milano, Arnoldo Mondadori Editore, 1991, ISBN 978-88-043-4398-1.
- La Fontaine ou La vie est un conte, Flammarion, 1976
- Catherine de Médicis ou la Reine noire, Flammarion, 1986
  - Caterina de' Medici. Un'italiana sul trono di Francia, traduzione di Francesco Sircana, Collezione Le Scie, Milano, A. Mondadori, 1987.

Poemi
- L’Étoile et le Chaos, Flammarion, 1977.